# 熊本市歌
「熊本市歌」（くまもとしか）は日本の政令指定都市の1市で、熊本県の県庁所在地である熊本市の市歌。作詞・東岡正治、作曲・鳥飼哲夫、編曲・坂本英二。

## 解説
1930年（昭和5年）に九州新聞（後に九州日日新聞と合同、現在の熊本日日新聞）を通じて歌詞の公募が実施され、入選作品に熊本県第二師範学校音楽教諭の鳥飼哲夫が曲を付けて3月に制定された。政令指定都市の現行市歌としては1909年（明治42年）制定の横浜市歌、1910年（明治43年）制定の名古屋市歌、1921年（大正10年）制定の大阪市歌、1929年（昭和4年）制定の千葉市歌に次いで5番目に古い。
2番の歌詞にある「森の都」は市歌に先んじること2年前の1928年（昭和3年）に制定された旧熊本県立第二高等女学校の校歌（作詞・尾上八郎、作曲・松島彜）と並んで熊本市の雅称「森の都」を決定付けたとされており、1972年（昭和47年）には熊本市議会で「森の都」都市宣言の決議が採択されている。
熊本市に関連する他の楽曲としては、1989年（平成元年）に市制100周年を記念して作成された「光るグリーンシティ」、また2009年（平成21年）に市制120周年を記念して作成された「ときめいて・くまもと」の2曲の愛唱歌がある。